# Kompetenzgerichtshof
Ein Kompetenzgerichtshof ist ein Gericht (oder eine gerichtsähnliche Behörde) zur Entscheidung von Kompetenzkonflikten, insbesondere zwischen Gerichten und Verwaltungsbehörden oder zwischen Gerichten untereinander. Für letzteren Fall bestehen auch heute in manchen Staaten noch entsprechende Spruchkörper.
Seit der Entscheidung des deutschen Bundesverfassungsgerichts (BVerfG) zum Ankaufprogramm der Europäischen Zentralbank von Wertpapieren des öffentlichen Sektors (Public Sector Asset Purchase Programme) wird zur Lösung von Konflikten nationaler Verfassungsgerichte und des Europäischen Gerichtshofs über die Abgrenzung mitgliedstaatlicher und europäischer Befugnisse (Ultra-vires-Akte) die Errichtung einer besonderen Entscheidungsinstanz, beispielsweise eines europäischen Kompetenzgerichtshofs vermehrt diskutiert.

## Deutschland
Zu den mit Gründung des Deutschen Reichs in Kraft getretenen Reichsjustizgesetzen gehörte auch das Gerichtsverfassungsgesetz (GVG) vom 27. Januar 1877.  Gem. § 17 Abs. 1 GVG entschieden die Gerichte über die Zulässigkeit des Rechtswegs. Gem. § 17 Abs. 2 GVG konnte jedoch die Landesgesetzgebung die Entscheidung von Streitigkeiten zwischen den Gerichten und den Verwaltungsbehörden oder Verwaltungsgerichten über die Zulässigkeit des Rechtswegs „besonderen Behörden“ übertragen. Auch das Verfahren musste gesetzlich geregelt werden (§ 17 Abs. 2 Nr. 3 Satz 1 GVG).
Solche besonderen Behörden bestanden bis 1945, in Bayern bis 1981. Antragsberechtigt waren Behörden des jeweiligen Landes, nicht Reichsbehörden, und es gab auch auf Reichsebene keinen Kompetenzgerichtshof. Mindestens die Hälfte der Mitglieder musste dem Reichsgerichte oder dem obersten Landesgericht oder einem Oberlandesgericht angehören (§ 17 Abs. 2 Nr. 2 GVG).
Sofern die Zulässigkeit des Rechtswegs bereits durch rechtskräftiges Urteil eines Gerichts feststand, ohne dass zuvor auf die Entscheidung der besonderen Behörde angetragen war, blieb die Entscheidung des Gerichts maßgebend (§ 17 Abs. 2 Nr. 4 GVG).
Seit 1991 entscheidet das erstinstanzlich angerufene Gericht verbindlich über den zu ihm beschrittenen Rechtsweg. Andere Gerichte sind an diese Entscheidung gebunden (§ 17a Abs. 1, Abs. 5 GVG). Landesrechtliche Vorbehalte über die Errichtung von Kompetenzgerichtshöfen sind entfallen, weil die Möglichkeit von Kompetenzkonflikten nicht mehr besteht. Wird die Klage vor dem sachlich oder örtlich nicht zuständigen Gericht erhoben, erfolgt eine Verweisung an das zuständige Gericht.

### Preußen
In Preußen existierte schon seit 1847 der Gerichtshof zur Entscheidung der Kompetenzkonflikte beim Preußischen Staatsministerium (vgl. Art. 96 der Verfassung von 1850). Von 1854 bis 1879 waren ihm zusätzlich die sog. Konfliktsachen (Vorabentscheidungen bei Amtspflichtverletzungen) übertragen (vgl. Art. 97 der Verfassung von 1850).
Mit den Reichsjustizgesetzen wurde er 1879 zu einer „besonderen Behörde“ im Sinne von § 17 Abs. 2 GVG a. F.; die Konflikte bei Amtspflichtverletzungen gingen auf das Oberverwaltungsgericht über.
Zu einer Auseinandersetzung mit dem Reichsgericht kam es 1899, als dieses in drei Fällen negativer Kompetenzkonflikte dem Kompetenzgerichtshof nicht folgen wollte, weil es selbst den Rechtsweg zuvor bereits verneint hatte und ein Landesgerichtshof diese Entscheidungen nicht aufheben könne. 1901 schloss das Reichsgericht auch für den Fall des positiven Kompetenzkonflikts die Zuständigkeit des Kompetenzgerichtshofs nach Anhängigkeit der Sache beim Reichsgericht aus. Infolge dieser Auseinandersetzungen wurde 1902 das preußische Recht der Ansicht des Reichsgerichts angepasst.
Unter den Entscheidungen des Kompetenzgerichtshofs sind beispielsweise auch solche zur völkerrechtlichen Staatenimmunität.
Die letzte Sitzung des preußischen Kompetenzgerichtshofs fand im Oktober 1942 statt (Pr. L. 3075 und 3076).
Vorsitzende:
- 1847 Gustav von Rochow
- 1847–1848 Friedrich Carl von Savigny
- 1852–1858 Otto Theodor von Manteuffel
- 1858–1862 Karl Anton von Hohenzollern-Sigmaringen
- vakant, Stellvertretung: Friedrich Bode (* 1793)
- vakant, Stellvertretung: Emil von Koenen (* 1796)
- 1879–1894 Gustav Homeyer (* 1824)
- 1896–1904 Alfred Schultz
- 1905–1910 Hermann Lucas (* 1846)
- 1912–1919 Egon von Bremen (* 1852)
- 1920–1928 Ulrich Fritze (* 1862)
- 1928–1932 Rudolf Huber (* 1867)
- 1932–1937 Otto Lindemann (* 1871)
- 1937–1945 Wilhelm Crohne

Registerzeichen: Pr. L. (Prozess-Liste)
Entscheidungsverzeichnisse:
- Verzeichniß der bei dem Königlichen Gerichtshofe zur Entscheidung der Kompetenz-Konflikte erledigten Sachen (Pr. L. 1 bis 1546), 1870.
- Benno Hilse: Die Rechtsprechung des Gerichtshofes zur Entscheidung der Kompetenz-Konflikte seit seinem Bestehen. 1874.
- Karl Parey: Die Rechtsgrundsätze des Königlich Preußischen Gerichtshofes zur Entscheidung der Kompetenzkonflikte. 1889.
- Otto Stölzel: Rechtsprechung des Gerichtshofs zur Entscheidung der Kompetenzkonflikte (Pr. L. 1 bis 2400), 1897.
  - fortgesetzt als Die neueste Rechtsprechung des Gerichtshofs zur Entscheidung der Kompetenzkonflikte. In: PrVBl. 21 (Dezember 1899, bis Pr. L. 2467), 28 (Dezember 1906, bis Pr. L. 2566), 42 (September 1920, bis Pr. L. 2726), 48/49 (Dezember 1926, bis Pr. L. 2917) und RVBl. 55 (August 1933, bis Pr. L. 3022)

### Weitere Länder
- Bayern: Oberappellationsgericht[15] bis 1879, dann Gerichtshof für Kompetenzkonflikte[16] beim Bayerischen Obersten Landesgericht (bis 1981)[4]
- Sachsen: Commission für Entscheidung über Competenzzweifel[17] bis 1879, dann Competenzgerichtshof[18] beim Oberlandesgericht Dresden
- Württemberg: Kompetenzgerichtshof[19] beim Oberlandesgericht Stuttgart
- Baden: Kompetenzgerichtshof[20] beim Oberlandesgericht Karlsruhe bis 1949, dann Staatsgerichtshof[21] (bis 1952/53)
- Hessen: Staatsrat[22] bis 1875, dann Verwaltungsgerichtshof[23]
- Bremen: Reichsgericht[24]

## Österreich
Nach Art. 138 des Bundes-Verfassungsgesetzes erkennt der Verfassungsgerichtshof über Kompetenzkonflikte
1. zwischen Gerichten und Verwaltungsbehörden;
2. zwischen ordentlichen Gerichten und Verwaltungsgerichten oder dem Verwaltungsgerichtshof sowie zwischen dem Verfassungsgerichtshof selbst und allen anderen Gerichten;
3. zwischen dem Bund und einem Land oder zwischen den Ländern untereinander.[25]

Für Kompetenzkonflikte zwischen verschiedenen Gebietskörperschaften oder zwischen Gerichten und Verwaltungsbehörden war zuvor das Reichsgericht zuständig.

## Frankreich
Siehe: Tribunal des conflits

## Türkei
Siehe: Kompetenzkonfliktgericht